# لایحه قربانیان بزهکاری (۱۹۸۴)
لایحه قربانیان بزهکاری (۱۹۸۴) یک مصوبه حکومت فدرال ایالات متحده آمریکا است. آرمان این قانون، کمک به قربانیان بزهکاری با روش‌هایی غیر از مجازات بزهکاران است. این قانون، صندوق قربانیان بزهکاری را بنیان گذاشت که طرحی برای پرداخت غرامت به قربانیان بزهکاری است.

## صندق قربانیان بزهکاری
دفتر قربانیان بزهکاری که بر پایه لایحه قربانیان بزهکاری آغاز به کار کرد صندق قربانیان بزهکاری را مدیریت می‌کند. سرمایه این صندوق از جریمه‌های پرداخت‌شده متخلفان محکوم‌شده فدرال بدست می‌آید. در سپتامبر ۲۰۱۳ موجودی این صندوق نزدیک به ۹ میلیارد دلار آمریکا بود. با اجرایی شدن اصلاحیه لایحه میهن‌دوستی در سال ۲۰۰۲ (میلادی) هدیه‌ها، بخشش‌ها، و ارثیه‌های خصوصی نیز امکان واریز به صندق قربانیان بزهکاری را پیدا کردند. از سال ۲۰۰۲ تا ۲۰۱۳ (میلادی) بیش از ۳۰۰،۰۰۰ دلار به این صندوق واریز شد.